# Baradesa omissa
Baradesa omissa är en fjärilsart som beskrevs av Rothschild 1917. Baradesa omissa ingår i släktet Baradesa och familjen tandspinnare. Inga underarter finns listade i Catalogue of Life.